# François Perrin (poète)
Pour les articles homonymes, voir François Perrin et Perrin.
François Perrin  né en 1533 à Autun (Saône-et-Loire) et mort dans la même ville le 9 janvier 1606 est un poète et moraliste, chanoine d’Autun.

## Biographie
La famille Perrin fait partie des notables d’Autun: Claude Perrin est membre de la confrérie du Saint-Sacrement, Clément Perrin est échevin en 1568, Edouard Perrin, avocat… François Perrin est le fils de Martin Perrin, "enquesteur au bailliage d’Autun" et de Pierrette Pitois. Il est entré de bonne heure dans l’état ecclésiastique "auquel Dieu m’a appelé dès mes jeunes ans".
Il va alors à Nevers, sans doute le pays de sa mère : mais Perrin n’y reste pas très longtemps, attiré par la renommée de la Pléiade et la cour des Valois. Il part à la cour. Il y reste 7 ans mais ne trouve pas sa place et repart, déçu.
Il revient dans sa ville d’Autun. Il est, en 1560, prêtre de la petite paroisse de Barnay, près d’Autun. Il dédie le Pourtraict de la vie Humaine, où naïvement est dépeinte la corruption, la misere, et le bien souverain de l'homme, en trois Centuries de Sonnets à Charles Ailleboust, évêque d’Autun. Ce dernier le nomme alors curé de la paroisse Saint-Jean-Le-Grand d’Autun. Il est ensuite nommé chanoine à l'église cathédrale de Saint-Lazare d’Autun, dont il deviendra, quelques années après syndic.
Son ministère ne l'empêche pas de continuer d’écrire.
Lors de la période des guerres de religion il fait preuve de modération. Ainsi deux ans après la Saint Barthélémy, en 1574, il plaide pour la persuasion, préférable à la violence :
Contre l’erreur ne vaut le fin aicier qui sonne,

N’y le tonnerre ardant qu’ua gros bronze on entonne

Mais la saincte parole, armée de la foy

Foulera sous ses pieds cette hérétique loy.
Il meurt à 73 ans, le 9 janvier 1606, il est inhumé dans l’église paroissiale de Saint-Jean-Le Grand.

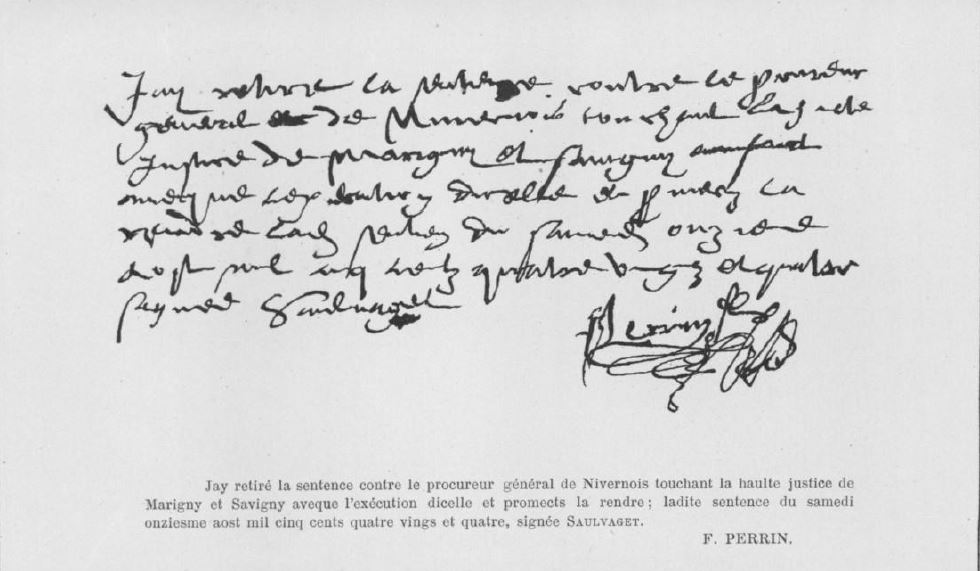
Fac similé de l'écriture de François Perrin, chanoine d'Autun et poète (1533-1606)

## Œuvres

### Présentation générale de l'œuvre de Perrin
François Perrin se rattache à l’école de Ronsard. Quand il écrit ses sonnets, vers 1570, Clément Marot est mort depuis 1544, Mellin de Saint-Gelais est mort depuis 1558, mais Ronsard est son contemporain (il meurt en 1585),
" Perrin est un moraliste, moraliste sans amertume ni découragement, sans désespérer jamais du relèvement. Comme sa poésie, sa morale est accessible et facilement abordable. Elle ne propose pas à l’homme un but impossible à atteindre et ne fait appel à aucun des grands renoncements, à aucune des abdications absolues qui s’adressent à l’imagination plus qu’à la volonté. [...]
Vien mortel vien iey prendre

De ta vie le compas

Apren à trop haut ne tendre

et à ne rouler trop bas. "
" Autre cause de défaveur : Perrin est un moraliste chrétien [...] sa croyance a inspiré toute son œuvre [...] :
Tout ainsi,s’il te plait, Seigneur, veuillez permttre

(sans toy je ne puis, quand bien même je le voudrais)

Qu’aux bouts et au milieu et à tous les endroits

De ce petit livret ton nom je puisse mettre. "
Les écrits de François Perrin comprennent essentiellement des vers et des pièces de théâtre.

### Le portrait de la vie humaine
Le Pourtraict de la vie Humaine, où naïvement est dépeinte la corruption, la misere, et le bien souverain de l'homme, en trois Centuries de Sonnets comporte trois cents sonnets, précédés d'un " Discours à Reverendissime et Illustre Prelat, Charles Ailleboust, Evesque d'Autun. ", d'une ode de Jean des Caurres, d'un sonnet de Perrin " Sur l'Anagrame de maistre Jean des Caurres Principal du College d'Amiens " et d'un sonnet de Nicolas Moquot. A la suite des trois-cents sonnets, on trouve une ode de Perrin " A noble et puissant seigneur, Messire François Girard: Chevalier de l'ordre du Roy, seigneur de Chevenon, Sermoise, &. ", deux autres pièces de Perrin intitulées " Monimens de plusieurs antiques citez, et nommément d'Autun, jadis la plus superbe des Gaules. Exemple vray de l'inevitable mutation des choses humaines. " et " Regrets de François Perrin ", puis plusieurs pièces qui ont été rajoutées après impression, les " Petits poemes dudit Perrin ": " A Monsiegneur de Chevenon Chevalier de l'Ordre.", " De la cité de Nevers. ”, " A elle mesmes. ", " Voeux aux Muses " et un sonnet de  "François Taverny Nivernois à François Perrin Autunois. "
Cet ouvrage est le premier recueil connu et publié de François Perrin. Il est imprimé en 1574 par Guillaume Chaudière.
Les sonnets sont répartis en trois séries de cent sonnets chacune : la corruption de l'homme, la misère de l'homme, le souverain bien de l'homme.
- la corruption de l’homme : Perrin peint les vices de l’homme :, l’orgueil, l’avarice, la colère, l’envie, la paresse, la gourmandise, la luxure. Il dépeint le monde comme un vaste théâtre, à la manière de Boaistuau, où chacun joue un rôle. Il en décrit les acteurs que sont le prêtre, le juge, l’avocat, les gens de justice (plaideurs, procureurs, notaires, enquêteurs, commissaires), le marchand, le cabaretier, le laboureur, le soldat, le brigand, l’apothicaire, le médecin.

Afin que fust l’homme gaillard et sain,

Phebus tira du ciel la médecine,

Mais à l’habit ny à la bonne mineures

L’on ne congnoit un parfait medecin.
- la misère de l’homme : Dans cette partie François Perrin décrit les misères de la condition humaine. Un exemple concernant le laboureur :

Avant le jour, sortant de son estable

Le laboureur, sec comme un tronc de bois,

Est assiégé par infinis abois,

Desquels la charge à toute heure l'accable

Puis pour diner il trouve sur sa table

Du pain moisi, et quelques maigres pois,

Ou des naveaux, dont l'on dict qu'autrefois

Se repaissoit un Romain Conestable.

Après beuvant une grand jatte d'eau,

Il va bien tost se courber sur l'aireau,

Et là se ploye au long de la journée.

Ainsi conduit d'un miserable cours

L'homme rustic de sa vie les jours,

Que chacun crie estre bien fortunée
- Le souverain bien de l’homme : Aux vices dont le poète nous a fait le portrait, il oppose maintenant les vertus qui ennoblissent la vie l'honneur, l'esprit de sacrifice, le travail dont tout ici-bas nous donne l'exemple. Le marchand, le roi, le prêtre, le juge, qui pratiquent leurs devoirs, donnent au corps social la force et l'harmonie nécessaires à son existence.

Toute la république est comme un corps humain
Où le Roy (comme chef) au plus haut lieu commande
L'aureille et les yeux sont l'obéissante bande;
Le pauvre qui se pleint pend ainsi que le crin.
La langue, c'est la loy et les arts, puis la main
C'est la force acablant l'ennemy qui se bande;
Le simple laboureur est le pied qui demande
A porter tout ce corps quand il va par chemin.
Les os sont la noblesse, et l'Église fidelle
Se tient au milieu, comme aux os la mouelle,
Et le reste au dedans c'est le sage conseil.
Le col amoureux ioint à ses sujets le Prince.
O bienheureux le Roy d'une telle province,
Et le pays heureux qui a Prince pareil.

### Autres œuvres en vers
- Imploration de la paix au roi, extraicte du latin de maistre Lazaire Thomas et mis en vers françois par François Perrin Autunois, Lyon, 1576 (précédée d'un sonnet " A Novle et Religieuse Dame, Madame Joachine de Sully, Abesse de S.Jean le grand d'Autun, par F.Perrin. " et suivie de Treze sonnets de l'invention dudit Perrin.)
- Oraison de Jeremie, après la destruction de Jerusalem, avec les louanges ou actions de graces de Dieu, apres la deffaicte des Reistres advenue environ la fin de Novembre 1587[5], (1588)
- Cent et quatre quatraines de quatrains, contenantz plusieurs belles sentences et enseignemens, extraicts des livres anciens et approuvez ; lesdictes quatraines divisees en quatre quarterons, suivi de Petites prières à l’imitation de celles dont l’on use ordinairement en l’Eglise catholique extraictes du latin, Lyon, Benoist Rigaud, 1587
- Oraison de Jeremie, après la destruction de Jerusalem, advenue au temps du Roy Sedechie : Au devant de laquelle est l’argument qui contient briefvement la vie dudict prophete, et un sommaire de ladite destruction. Avec les louanges ou actions de graces.à Dieu, apres la deffaitcte des Reistres, advenue environ la fin de Novembre 1587, Lyon, Benoist Rigaud, 1588
- Trois Centuries de Sonnets par François Perrin Autunois. Contenant le vray pourtraict de la vie humaine, ou naifvement est depeinte la corruption de la misere humaine, et le bien souverain de l’homme. Avec les antiquitez de plusieurs Citez memorables, Paris, Chez Guillaume Chaudiere, rue S. Jacques, à l’enseigne du temps, et de l’homme sauvage, 1588 (il s'agit d'une nouvelle émission du Pourtraict de la Vie Humaine)
- Histoire tragique de Sennachérib, roy des Assyriens, desdiée à noble Odet de Montagu, Paris, Abel L’Angelier, 1589

### Théâtre
- Les Escoliers, comédie en cinq actes et en vers, Paris, Chez Guillaume Chaudière, rue Sainct-Jacques à l’enseigne du Temps et de l’Homme Sauvage, 1586[6] :

Extrait d'un résumé et d'une analyse de cette pièce par Emile Chasles : Maclou a préparé avec un soin pieux l'avenir de son enfant ; d'avance il l'a pourvu d'un bénéfice, et, pour que l'éducation du futur abbé soit complète, il l'a envoyé aux écoles de Paris, avec le domestique Finet. Sans doute il n'est pas trop rassuré sur la sagesse des deux jeunes gens, car il vient les surprendre à Paris sans se faire annoncer. Il assiste alors à une de ces aventures qui déconcertent toujours la prévoyance et l'ambition des familles. De tous temps, on a vu les enfants nés dans une condition heu reuse négliger les avantages que leur offre la fortune, tandis que les enfants sortis des classes inférieures de la société s'élèvent sous l'aiguillon du besoin. C'est le co traste que François Perrin a fait ressortir avec une intention évidente, en opposant l'un à l'autre le riche écolier Sobrin et l'écolier pauvre, Corbon. Une rivalité d'amour, qui les met sur le même plan, est le nœud de la pièce.
- Sichem Ravisseur, Tragédie extraite du Genèse 34e Chapitre, Paris, Guillaume Chaudière, 1589[8]

## Sources
- Anatole de Charmasse, « François Perrin, poète autunois du seizième siècle" », Mémoires de la Société éduenne, Dejussieu père et fils, no 15,‎ 1887, p. 1-250 (lire en ligne).
- Lucien Taupenot, « Deux précurseurs de La Fontaine à Autun », Images de Saône-et-Loire, no 114,‎ juin 1998, p. 20-21.